# World Games 2017/Teilnehmer (Norwegen)
| Gelbes Symbol für Goldmedaillen mit stilisierten Olympischen Ringen | Graues Symbol für Silbermedaillen mit stilisierten Olympischen Ringen | Braundes Symbol für Bronzemedaillen mit stilisierten Olympischen Ringen |
| ------------------------------------------------------------------- | --------------------------------------------------------------------- | ----------------------------------------------------------------------- |
| —                                                                   | —                                                                     | —                                                                       |

Norwegen nahm in Breslau an den World Games 2017 teil. Die norwegische Delegation bestand aus 26 Athleten.

## Teilnehmer nach Sportarten

### Beachhandball
| Wettbewerb       | Frauen |
| ---------------- | --- |
| Athleten         | Ida Wernersen Martine Welfler Katinka Haltvik Marte Smistad Andrea Rønning Marielle Martinsen Elisabeth Hammerstad Maren Nyland Aardahl Rikke Marie Granlund Regina Gulbrandsen |
| Gruppenphase     | Tunesien 2:0 Argentinien 2:0 Spanien 2:0 |
| Viertelfinale    | Chinesisch Taipeh 2:0 |
| Halbfinale       | Argentinien 1:2 |
| Spiel um Platz 3 | Spanien 1:2 |
| Platzierung      | 4 |

### Kraftdreikampf
| Athleten            | Wettbewerb         | Kniebeugen (kg) | Bankdrücken (kg) | Kreuzheben (kg) | Gesamt (kg) | Punkte          | Rang            |
| ------------------- | ------------------ | --------------- | ---------------- | --------------- | ----------- | --------------- | --------------- |
| Frauen              |                    |                 |                  |                 |             |                 |                 |
| Marte Elverum       | Schwergewicht      | 242,5           | 140,0            | 248,5           | 631,0       | 618,38          | 4               |
| Heidi Arnesen       | Superschwergewicht | 247,5           | 145,0            | 215,0           | 607,5       | 542,50          | 6               |
| Männer              |                    |                 |                  |                 |             |                 |                 |
| Kim-Raino Rølvåg    | Mittelgewicht      | 330,0           | 252,5            | 290,0           | 872,5       | 586,84          | 7               |
| Stian Walgermo      | Schwergewicht      | 382,5           | 282,5            | 322,5           | 987,5       | 590,13          | 7               |
| Kristoffer Eikeland | Schwergewicht      | 355,0           | –                | 340,0           | –           | disqualifiziert | disqualifiziert |

### Luftsport
| Athleten       | Wettbewerb | Runde 1 | Runde 2 | Runde 3 | Runde 4 | Runde 5 | Runde 6 | Runde 7 | Runde 8 | Runde 9 | Runde 10 | Runde 11 | Runde 12 | Gesamt  | Rang |
| -------------- | ---------- | ------- | ------- | ------- | ------- | ------- | ------- | ------- | ------- | ------- | -------- | -------- | -------- | ------- | ---- |
| Mixed          |            |         |         |         |         |         |         |         |         |         |          |          |          |         |      |
| Barton Hardie  | Swooping   | 19      | 1       | 22      | 14      | 26      | 1       | 30      | 34      | 34      | 26       | 21       | 17       | 259.000 | 24   |
| Daniel Eriksen | Swooping   | 21      | 1       | 27      | 34      | 12      | 9       | 15      | 32      | 18      | 15       | 17       | 29       | 259.000 | 25   |

### Orientierungslauf
| Athleten                                                                              | Wettbewerb    | Zeit         | Rang |
| ------------------------------------------------------------------------------------- | ------------- | ------------ | ---- |
| Frauen                                                                                |               |              |      |
| Ida Marie Næss Bjørgul                                                                | Sprint        | 15:07,60 min | 10   |
| Andrine Benjaminsen                                                                   | Sprint        | 15:39,10 min | 18   |
| Ida Marie Næss Bjørgul                                                                | Mittelstrecke | 36:34 min    | 5    |
| Andrine Benjaminsen                                                                   | Mittelstrecke | 39,37 min    | 16   |
| Männer                                                                                |               |              |      |
| Håkon Jarvis Westergård                                                               | Sprint        | 15:41,50 min | 19   |
| Jon Aukrust Osmoen                                                                    | Sprint        | 16:38,00 min | 33   |
| Håkon Jarvis Westergård                                                               | Mittelstrecke | 38,30 min    | 20   |
| Jon Aukrust Osmoen                                                                    | Mittelstrecke | 38:16 min    | 19   |
| Mixed                                                                                 |               |              |      |
| Håkon Jarvis Westergård Ida Marie Næss Bjørgul Andrine Benjaminsen Jon Aukrust Osmoen | Staffel       |              |      |

### Sumō
| Athleten    | Wettbewerb    | Sechzehntelfinale    | Sechzehntelfinale | Achtelfinale          | Achtelfinale  | Viertelfinale    | Viertelfinale | Halbfinale    | Halbfinale    | Finale/Platz 3 | Finale/Platz 3 | Rang          |
| Athleten    | Wettbewerb    | Gegner               | Ergebnis          | Gegner                | Ergebnis      | Gegner           | Ergebnis      | Gegner        | Ergebnis      | Gegner         | Ergebnis       | Rang          |
| ----------- | ------------- | -------------------- | ----------------- | --------------------- | ------------- | ---------------- | ------------- | ------------- | ------------- | -------------- | -------------- | ------------- |
| Frauen      |               |                      |                   |                       |               |                  |               |               |               |                |                |               |
| Rikke Bugge | Leichtgewicht | –                    | –                 | Jenelle Hamilton      | gewonnen      | Svitlana Trosiuk | verloren      | ausgeschieden | ausgeschieden | ausgeschieden  | ausgeschieden  | ausgeschieden |
| Rikke Bugge | Leichtgewicht | –                    | –                 | Repechage: Vera Koval | verloren      | Svitlana Trosiuk | verloren      | ausgeschieden | ausgeschieden | ausgeschieden  | ausgeschieden  | ausgeschieden |
| Rikke Bugge | Offene Klasse | Viparat Vituteerasan | verloren          | ausgeschieden         | ausgeschieden | ausgeschieden    | ausgeschieden | ausgeschieden | ausgeschieden | ausgeschieden  | ausgeschieden  | ausgeschieden |

### Tanzen

#### Latein Tänze
| Athleten                 | 1. Runde         | 1. Runde         | 1. Runde         | 1. Runde         | 1. Runde         | Halbfinale       | Halbfinale       | Halbfinale       | Halbfinale       | Halbfinale       | Finale           | Finale           | Finale           | Finale           | Finale           | Rang             |
| Athleten                 | Samba            | Cha Cha Cha      | Rumba            | Paso Doble       | Jive             | Samba            | Cha Cha Cha      | Rumba            | Paso Doble       | Jive             | Samba            | Cha Cha Cha      | Rumba            | Paso Doble       | Jive             | Rang             |
| ------------------------ | ---------------- | ---------------- | ---------------- | ---------------- | ---------------- | ---------------- | ---------------- | ---------------- | ---------------- | ---------------- | ---------------- | ---------------- | ---------------- | ---------------- | ---------------- | ---------------- |
| Paar                     |                  |                  |                  |                  |                  |                  |                  |                  |                  |                  |                  |                  |                  |                  |                  |                  |
| Kine Mardal Petter Engan | nicht angetreten | nicht angetreten | nicht angetreten | nicht angetreten | nicht angetreten | nicht angetreten | nicht angetreten | nicht angetreten | nicht angetreten | nicht angetreten | nicht angetreten | nicht angetreten | nicht angetreten | nicht angetreten | nicht angetreten | nicht angetreten |